# Psellidotus pictus
Psellidotus pictus är en tvåvingeart som först beskrevs av James 1979.  Psellidotus pictus ingår i släktet Psellidotus och familjen vapenflugor. Inga underarter finns listade i Catalogue of Life.